# 상설고문진보대전
《상설고문진보대전(詳說古文眞寶大全)》은 송나라 황견(黃堅)이 편한 것으로, 조선조 서당에서 고문의 연변(演變)과 체법(體法)을 익히기 위하여 교재로 쓰던 시문선집 20권 10책이다.

## 개요
이 책은 전국시대(戰國時代)부터 송(宋)나라에 이르기까지 시문을 전집·후집으로 나누어 수록하였다. 전집은 시(詩)로 권학문(勸學文)을 비롯하여 고시(古詩)를 주로 수록하였고, 후집은 산문체로 17체의 명문(明文)을 실었다. 그 중 권3에 서류(序類), 권4에 기류(記類), 권5에 잠(箴)·명류(銘類), 권6에 송(頌)·전류(傳類)가 실려 있다.
이 책은 문종 즉위년(1450) 안평대군 용(瑢)의 글씨를 바탕글자로 삼고, 동으로 주성한 활자인 경오자로 찍은 것이다. 판식은 사주단변(四周單邊), 유계(有界), 반엽(半葉) 9행 15자, 주쌍행(註雙行), 내향흑어미(內向黑魚尾)이다. 이 책의 활자는 안평대군이 세조의 찬탈을 반대하다 사사된 뒤 바로 녹여 을해자를 주조하였기 때문에 그 인본이 매우 희귀하다. 이 책은 이경희 소장본인 보물 제967호에 비하여 보사(補寫)가 많고, 권말에는 여러 장의 결장이 있으며, 상태가 매우 나쁘다.

## 갤러리

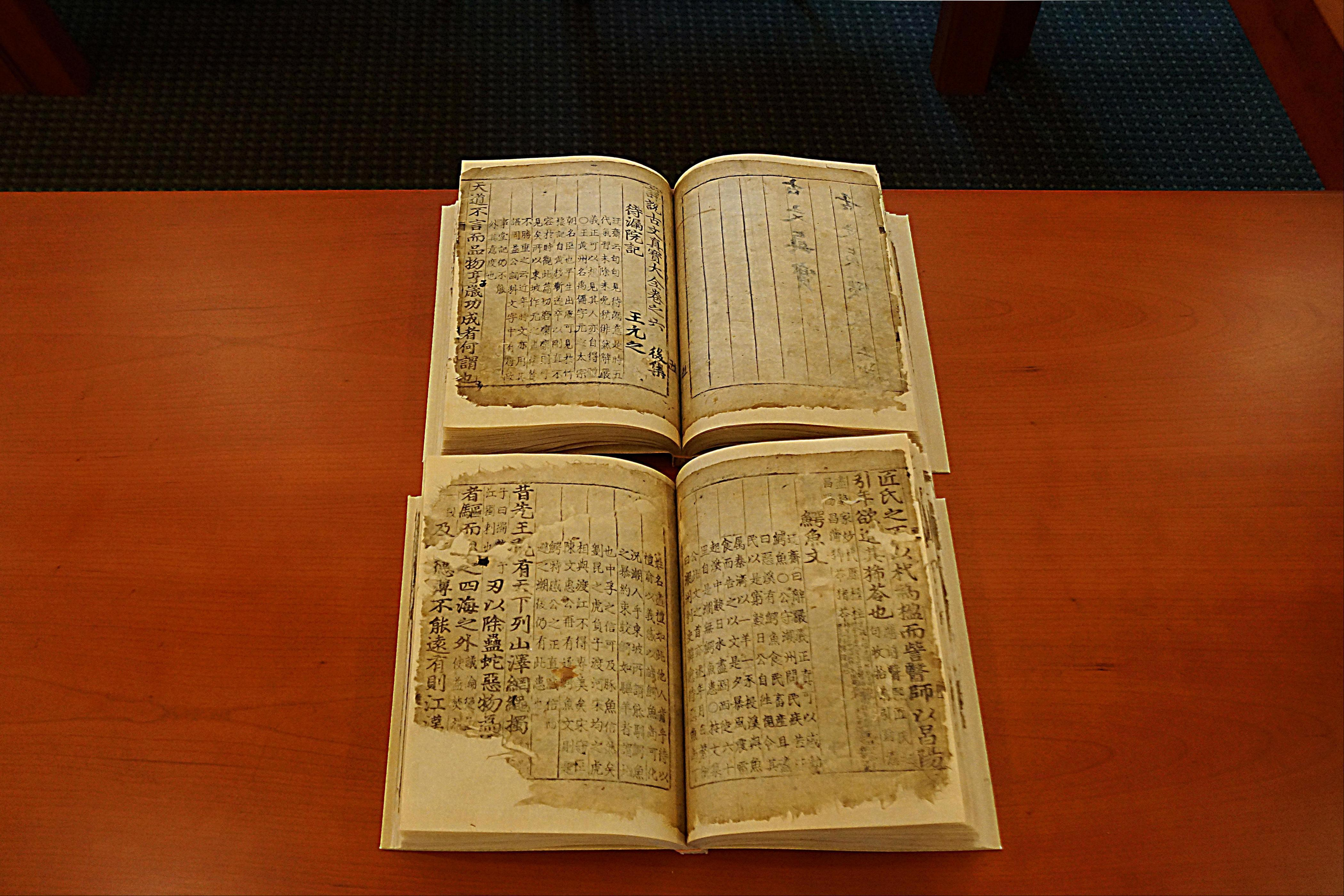

## 같이 보기
- 상설고문진보대전전집 권7~8 - 보물 제967호

## 참고자료
- 상설고문진보대전 - 국가유산청 국가유산포털